# Polska na Młodzieżowych Mistrzostwach Europy w Lekkoatletyce 2017
Polska na Młodzieżowych Mistrzostwach Europy w Lekkoatletyce 2017 – reprezentacja Polski podczas jedenastej edycji czempionatu Starego Kontynentu dla zawodników do lat 23, która odbyła się w Bydgoszczy, zdobyła 10 medali, w tym trzy złote.

## Mężczyźni
- bieg na 100 metrów
  - Dominik Kopeć odpadł w półfinale (18. miejsce)
  - Przemysław Adamski odpadł w eliminacjach (25. miejsce)
- bieg na 400 metrów
  - Kajetan Duszyński zajął 7. miejsce
  - Dariusz Kowaluk odpadł w półfinale (12. miejsce)
- bieg na 800 metrów
  - Mateusz Borkowski zajął 4. miejsce
- bieg na 1500 metrów
  - Michał Rozmys zajął 3. miejsce
  - Roman Kwiatkowski odpadł w eliminacjach (21. miejsce)
- bieg na 10000 metrów
  - Grzegorz Ebel zajął 17. miejsce
- bieg na 110 metrów przez płotki
  - Dawid Żebrowski zajął 5. miejsce
  - Kacper Schubert zajął 8. miejsce
  - Marcin Grudka odpadł w eliminacjach (14. miejsce)
- sztafeta 4 × 100 metrów
  - Karol Kwiatkowski, Przemysław Adamski, Dominik Kopeć i Eryk Hampel zajęli 6. miejsce
- sztafeta 4 × 400 metrów
  - Wiktor Suwara, Przemysław Waściński, Kajetan Duszyński i Dariusz Kowaluk zajęli 2. miejsce
- skok wzwyż
  - Norbert Kobielski zajął 8. miejsce
  - Igor Kopala odpadł w eliminacjach (16. miejsce)
- skok o tyczce
  - Borys Dżaman odpadł w eliminacjach (13. miejsce)
  - Mateusz Jerzy odpadł w eliminacjach (17. miejsce)
- pchnięcie kulą
  - Konrad Bukowiecki zajął 1. miejsce
  - Jan Parol zajął 8. miejsce
- rzut dyskiem
  - Krystian Pawelczyk zajął 8. miejsce
  - Bartłomiej Stój nie ukończył

## Kobiety
- bieg na 100 metrów
  - Ewa Swoboda zajęła 1. miejsce
  - Kamila Ciba odpadła w półfinale (14. miejsce)
- bieg na 400 metrów
  - Dominika Muraszewska zajęła 6 miejsce
  - Adrianna Janowicz odpadła w eliminacjach (10. miejsce)
  - Mariola Karaś odpadła w eliminacjach (15. miejsce)
- bieg na 800 metrów
  - Angelika Sarna odpadła w eliminacjach (17. miejsce)
- bieg na 1500 metrów
  - Sofia Ennaoui zajęła 2. miejsce
  - Martyna Galant zajęła 3. miejsce
  - Sylwia Indeka odpadła w eliminacjach (13. miejsce)
- bieg na 5000 metrów
  - Weronika Pyzik zajęła 6. miejsce
- bieg na 100 metrów przez płotki
  - Marlena Morton odpadła w półfinale (13. miejsce)
  - Ewa Ochocka odpadła w półfinale (14. miejsce)
- bieg na 400 metrów przez płotki
  - Aleksandra Gaworska zajęła 4. miejsce
  - Justyna Saganiak odpadła w półfinale (14. miejsce)
- bieg na 3000 metrów z przeszkodami
  - Aneta Konieczek zajęła 7. miejsce
  - Patrycja Kopała odpadła w eliminacjach (18. miejsce)
- sztafeta 4 × 100 metrów
  - Ewa Ochocka, Kamila Ciba, Magdalena Wronka i Ewa Swoboda zajęły 4. miejsce
- sztafeta 4 × 400 metrów
  - Dominika Muraszewska, Adrianna Janowicz, Mariola Karaś i Aleksandra Gaworska zajęły 1. miejsce
- chód na 20 km
  - Olga Niedziałek zajęła 11. miejsce
- skok o tyczce
  - Kamila Przybyła zajęła 4. miejsce
  - Wiktoria Wojewódzka nie ukończyła
- skok w dal
  - Magdalena Żebrowska odpadła w eliminacjach (15. miejsce)
  - Izabela Włodarska odpadła w eliminacjach (18. miejsce)
  - Natalia Chacińska odpadła w eliminacjach (24. miejsce)
- pchnięcie kulą
  - Klaudia Kardasz zajęła 2. miejsce
- rzut dyskiem
  - Daria Zabawska zajęła 2. miejsce
  - Monika Nowak zajęła 6. miejsce
  - Aleksandra Grubba zajęła 12. miejsce
- rzut młotem
  - Katarzyna Furmanek zajęła 6. miejsce
  - Marika Kaczmarek odpadła w eliminacjach (14. miejsce)
  - Agata Zienkowicz odpadła w eliminacjach (25. miejsce)
- rzut oszczepem
  - Marcelina Witek zajęła 3. miejsce
  - Klaudia Maruszewska zajęła 10. miejsce
- siedmiobój
  - Paulina Ligarska zajęła 10. miejsce